# Me quedo sola
Me Quedo Sola é o álbum de debut da cantora e compositora mexicana de pop Paty Cantú.

## Tracklist
| #   | Título                  | Duração |
| --- | ----------------------- | ------- |
| 1.  | Un Amor Diferente       | 3:27    |
| 2.  | No Fue Suficiente       | 3:15    |
| 3.  | Déjame Ir               | 3:23    |
| 4.  | Pensaras en Mi          | 3:24    |
| 5.  | Solo por estar          | 3:39    |
| 6.  | Me Quedo Sola           | 3:18    |
| 7.  | Ayudame a no llorar     | 3:47    |
| 8.  | Fui una más             | 3:41    |
| 9.  | Eclipse                 | 4:07    |
| 10. | Quiero Todo,quiero nada | 3:25    |

## Singles
- Déjame Ir (2008): Foi lançado por via digital em seu MySpace oficial, porém o seu lançamento oficial ocorreu no dia 16 de setembro do mesmo ano. Muito promocionada, a música se mantém até hoje nos top's das rádios mexicanas, ocupando o # 20 entre os 100 mais pedidos. Seu videoclipe foi gravado pelo diretor Ricardo Calderón em Outubro, sendo transmitido pouco tempo depois pela MTV mexicana.
- No Fue Suficiente (2009): Segundo single do álbum, a música estreou no dia 22 de março. Posicionou no top em menos de semanas do seu lançamento, ocupando o #11 da lista nas rádios. O videoclipe foi dirigido por Esteban Madrazo, inspirado nos filmes de Tim Burton, o clipe é um dos mais pedidos na MTV do país.
- Me Quedo Sola (2009): Após o incrível recebimento do público, Paty Cantú estreou a pouco tempo o single que dá o título ao álbum. "Me Quedo Sola" já pode ser escutada nas mais famosas rádios mexicanas.

## Vendas
| Lista (2009)                   | Posição Máxima |
| ------------------------------ | -------------- |
| Amprofón Mexico Top 100 Albums | 3              |
| Mixup México                   | 1              |
| Samborns México                | 1              |
| Tower Records México           | 2              |

- Com somente 3 dias de vendas o álbum alcançou a #8 posição,colocando na semana seguinte em #1 na loja.Se manteve entre os cinco mais vendidos durante cinco semanas
- Na loja Amprofón se manteve entre os 25 discos mais vendidos,logo na semana se manteve na #3,abaixo somente das produções de Vicente Fernández e Alejandro Fernández